# 4-1BB ligand
4-1BB ligand je tip 2 (njegov N-terminus je unutar ćelije) transmembranski glikoprotein iz  superfamilije. On je izražen na aktiviranim T limfocitima. On je homologan sa TNF-alpha, TNF-beta, i ligandima za CD40 i CD27. Na osnovu njegove homologije sa drugim članovima TNF ligand proteinske superfamilije, ovaj protein se takođe naziva TNFSF9 (TNF ligand superfamilija, član 9). Ovaj protein je isto tako poznat kao CD137 ligand. Ljudski 4-1BB ligand je 36% aminokiselinski identičan sa analognim proteinom glodara. Njegov gen se nalazi na hromozomu 19 (19p13.3).

## Literatura
- Lotze, Michael (2001). Dendritic Cells. Boston: Academic Press. ISBN 978-0-12-455851-9.

1. ↑  Lotze, Michael (2001). Dendritic Cells. Boston: Academic Press. ISBN 978-0-12-455851-9.
2. ↑  „Horst Ibelgaufts' COPE:Cytokines & Cells Online Pathfinder Encyclopaedia”.
3. ↑  Mire-Sluis, Anthony R.; Thorpe, Robin, ур. (1998). Cytokines (Handbook of Immunopharmacology). Boston: Academic Press. ISBN 0-12-498340-5.

## Spoljašnje veze
- 4-1BB+Ligand на 